# HD31263
HD31263 є хімічно пекулярною зорею спектрального класу
A6 й має видиму зоряну величину в смузі V приблизно  9,3.